# گورنا بلا ریچکا
گورنا بلا ریچکا (به لاتین: Gorna Bela Rechka) یک منطقهٔ مسکونی در بلغارستان است که در ورشتس (شهرداری) واقع شده‌است. گورنا بلا ریچکا ۱۹٬۹۷۵ کیلومتر مربع مساحت و ۶۱ نفر جمعیت دارد و ۳۰۰−۴۹۹ متر بالاتر از سطح دریا واقع شده‌است.